# Chavacelet ha-Šaron
Chavacelet ha-Šaron (hebrejsky חֲבַצֶּלֶת הַשָּׁרוֹן, doslova „Lilie Šaronu“, v oficiálním přepisu do angličtiny Havazzelet HaSharon, přepisováno též Havatzelet HaSharon) je vesnice typu mošav v Izraeli, v Centrálním distriktu, v Oblastní radě Emek Chefer.

## Geografie
Leží v nadmořské výšce 23 metrů v hustě osídlené a zemědělsky intenzivně využívané pobřežní nížině respektive Šaronské planině.
Obec se nachází necelý 1 kilometr od břehu Středozemního moře, cca 33 kilometrů severovýchodně od centra Tel Avivu, cca 51 kilometrů jihozápadně od centra Haify a 10 kilometrů jihozápadně od města Chadera. Chavacelet ha-Šaron obývají Židé, přičemž osídlení v tomto regionu je etnicky převážně židovské. Vesnice leží na severním okraji města Netanja, s nímž tvoří téměř jeden souvislý urbanistický celek.
Chavacelet ha-Šaron je na dopravní síť napojen pomocí lokální silnice číslo 5710. Na východním okraji obec míjí dálnice číslo 2.

## Dějiny
Chavacelet ha-Šaron byl založen v roce 1935 coby jedna z deseti nových židovských osad zřízených v tehdejší mandátní Palestině onoho roku. Jméno je odvozeno od biblického citátu z Písně písní 2,1 - "Jsem kvítek šáronský, lilie v dolinách" Název mošavu zároveň odkazuje na jméno Lily Freemanové - manželky Aharona Freemana - sionistického aktivisty z Kanady, po němž je zase pojmenován sousední mošav Bitan Aharon. Zakladateli obce byla skupina Židů z Polska.
Před rokem 1949 měl Chavacelet ha-Šaron rozlohu katastrálního území 1067 dunamů (1,067 kilometru čtverečního). Správní území obce dnes dosahuje 1100 dunamů (1,1 kilometru čtverečního). Místní ekonomika je založena na zemědělství (chov kuřat, pěstování citrusů a bavlny).

## Demografie
Podle údajů z roku 2014 tvořili naprostou většinu obyvatel v Chavacelet ha-Šaron Židé (včetně statistické kategorie "ostatní", která zahrnuje nearabské obyvatele židovského původu ale bez formální příslušnosti k židovskému náboženství).
Jde o menší sídlo vesnického typu s dlouhodobě kolísající populací. K 31. prosinci 2014 zde žilo 543 lidí. Během roku 2014 populace klesla o 0,2 %.
| Rok            | 1948 | 1961 | 1972 | 1983 | 1995 | 2001 | 2003 | 2004 | 2005 | 2006 | 2007 | 2008 | 2009 | 2010 | 2011 | 2012 | 2013 | 2014 |
| -------------- | ---- | ---- | ---- | ---- | ---- | ---- | ---- | ---- | ---- | ---- | ---- | ---- | ---- | ---- | ---- | ---- | ---- | ---- |
| Počet obyvatel | 78   | 171  | 188  | 340  | 370  | 284  | 287  | 286  | 277  | 280  | 273  | 251  | 586  | 597  | 603  | 572  | 544  | 543  |